# Història de l'alumini

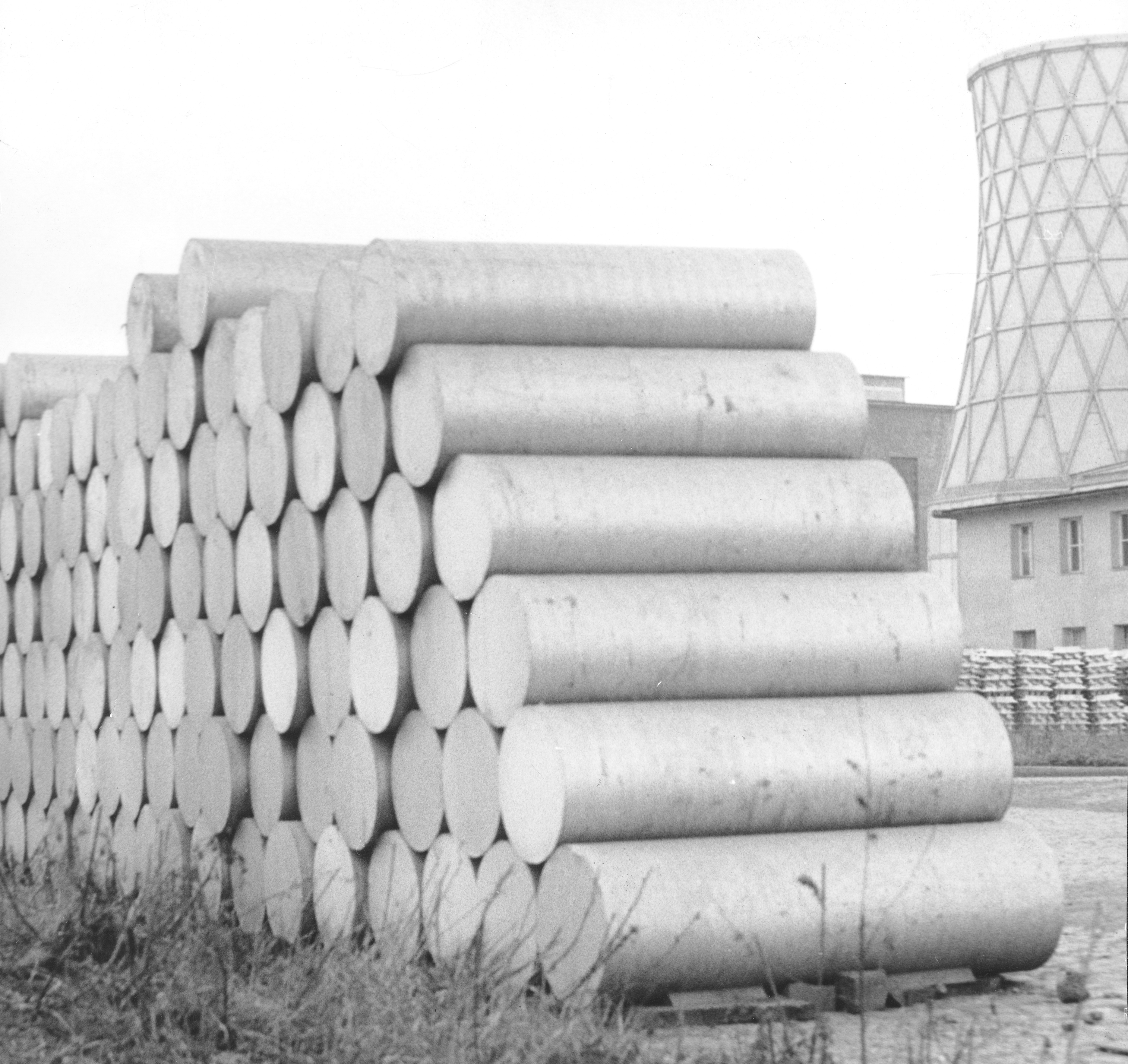
Extrusió d'alumini

El compost d'alumini del grup de l'alum es coneix des del segle V aC i va ser àmpliament utilitzat per a la tintura. Durant l'edat mitjana es va convertir en una mercaderia i metall preciós habitual del comerç internacional. Els científics del Renaixement creien que alum era una sal d'una nova terra; durant l'era de la Il·lustració es va establir que aquesta terra, alúmina, era un òxid d'un metall nou. El descobriment modern d'aquest metall va ser anunciat el 1825 pel físic danès Hans Christian Ørsted, el treball del qual va ser estès pel químic alemany Friedrich Wöhler.
L'alumini era difícil de refinar i, per tant, poc freqüent en l'ús diari. Poc després del seu descobriment, el preu de l'alumini va superar el de l'or. Només es va reduir després de la iniciació de la primera producció industrial pel químic francès Henri Étienne Sainte-Claire Deville el 1856. L'alumini es va fer més accessible al públic amb el procés Hall-Héroult desenvolupat independentment per l'enginyer francès Paul Héroult i l'enginyer nord-americà Charles Martin Hall el 1886 i el procés Bayer desenvolupat pel químic austríac Carl Joseph Bayer el 1889. Aquests processos s'utilitzen per a la producció d'alumini fins a l'actualitat.
La introducció d'aquests mètodes per a la producció en massa d'alumini va provocar un ús extensiu del metall lleuger i resistent a la corrosió a la indústria i la vida quotidiana. L'alumini va començar a utilitzar-se en enginyeria i construcció. A la Primera Guerra Mundial i Segona Guerra Mundial, l'alumini era un recurs estratègic crucial per a l'aviació. La producció mundial del metall va créixer des de 6.800 tones mètriques el 1900 a 1.490.000 tones mètriques el 1950. L'alumini es va convertir en el metall no fèrric més produït el 1954, superant el coure.
A la segona meitat del segle xx, l'ús de l'alumini va guanyar protagonisme en el transport i embalatge. La producció d'alumini es va convertir en una font de preocupació pel seu impacte sobre el medi ambient i el reciclatge de l'alumini va guanyar terreny. El metall es va convertir en una mercaderia d'intercanvi en els anys setanta. La producció va començar a passar dels països desenvolupats als emergents; el 2010, la Xina havia acumulat una part especialment important tant en la producció com en el consum d'alumini. La producció mundial va continuar augmentant i va arribar als 57.500.000 de tones mètriques el 2015. La producció d'alumini supera les de tots els altres metalls no fèrrics combinats.

## Els inicis

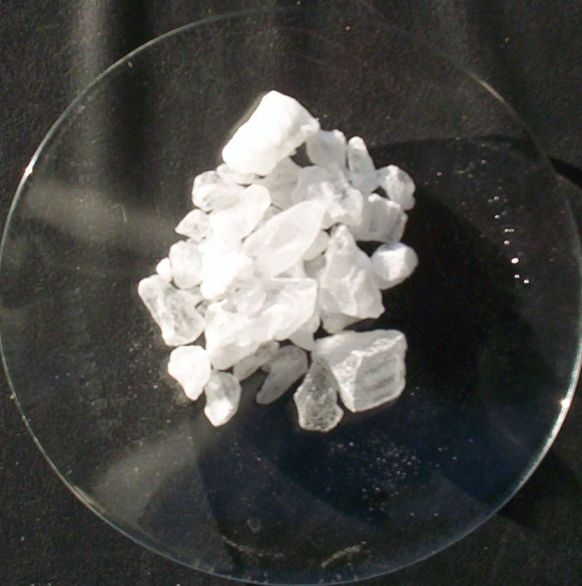
Els cristalls d'alum, la forma natural de la qual es coneixia a l'antiguitat.

La història de l'alumini es basa per l'ús del compost alum. L'historiador grec Heròdot va presentar el primer registre escrit d'alum en el segle V aC. Els antics ho van utilitzar com a mordent de tintura, en medicina, com a recobriment resistent al foc per a la fusta i en la molta química. El metall d'alumini era desconegut. L'escriptor romà Petroni va esmentar en la seva novel·la Satyricon que un vidre inusual havia estat presentat a l'emperador: després de ser llançat a la vorera, no es va trencar sinó que es va deformar. Es va tornar a la seva forma anterior amb un martell. Després d'aprendre de l'inventor que ningú no sabia produir aquest material, l'emperador va executar l'inventor per tal que no disminuís el preu de l'or. Les variacions d'aquesta història s'esmenten breument en la història natural per l'historiador romà Plini el Vell (que va escriure que la història havia "estat corrent a través de la repetició freqüent en lloc d'autèntica") i la història de Roma per l'historiador romà Cassi Dió. Algunes fonts suggereixen que aquest vidre podria ser d'alumini.   Es podrien haver produït aliatges que contenien alumini a la Xina durant el regnat de la primera dinastia Jin (265–420).
Després de les croades, l'alum era una mercaderia del comerç internacional; indispensable a la indústria europea tèxtil. Les petites mines d'alum foren treballades a Europa catòlica, però la majoria d'alum provenia de l'Orient Mitjà. L'alum es va continuar comercialitzant a través de la mar Mediterrània fins a mitjan segle xv, quan els otomans van augmentar considerablement els impostos a l'exportació. En pocs anys, l'alum va ser descobert amb molta abundància a Itàlia. El Papa Pius II va prohibir totes les importacions procedents de l'est, utilitzant els beneficis del comerç d'alum per iniciar una guerra amb els otomans. Aquest alum recentment descobert va tenir un paper important a la farmàcia europea, però els alts preus establerts pel govern papal van fer que altres estats iniciessin la seva pròpia producció; la mineria a gran escala de l'alum va arribar a altres regions d'Europa al segle xvi.